# الحمام التركي (لوحة)
الحمام التركي هي لوحة زيتية رسمها الرسام الفرنسي جان أوغست دومينيك آنغر في الفترة ما بين 1852 و 1859، وتم التعديل في اللوحة في 1862. تصور اللوحة نساء عاريات في حمام في الحرملك.